# Nederland (Colorado)
Nederland és una població dels Estats Units a l'estat de Colorado. Segons el cens del 2006 tenia 1.337 habitants.

## Demografia
Segons el cens del 2000, Nederland tenia 1.394 habitants, 606 habitatges, i 335 famílies. La densitat de població era de 351,8 habitants per km².
Dels 606 habitatges en un 27,6% hi vivien nens de menys de 18 anys, en un 43,9% hi vivien parelles casades, en un 7,4% dones solteres, i en un 44,7% no eren unitats familiars. En el 26,9% dels habitatges hi vivien persones soles el 2,8% de les quals corresponia a persones de 65 anys o més que vivien soles. El nombre mitjà de persones vivint en cada habitatge era de 2,3 i el nombre mitjà de persones que vivien en cada família era de 2,81.
Per edats la població es repartia de la següent manera: un 20,6% tenia menys de 18 anys, un 8,8% entre 18 i 24, un 46,6% entre 25 i 44, un 19,9% de 45 a 60 i un 4,1% 65 anys o més.
L'edat mediana era de 33 anys. Per cada 100 dones de 18 o més anys hi havia 112,5 homes.
La renda mediana per habitatge era de 50.588 $ i la renda mediana per família de 60.893 $. Els homes tenien una renda mediana de 40.521 $ mentre que les dones 36.417 $. La renda per capita de la població era de 29.111 $. Entorn del 4,6% de les famílies i el 8,3% de la població estaven per davall del llindar de pobresa.

## Poblacions properes
El següent diagrama mostra les poblacions més properes.